# Décès en juin 1953
Décès
- 1949
- 1950
- 1951
- 1952
- 1953
- 1954
- 1955
- 1956
- 1957

Pour une information complémentaire, voir la page d'aide.

| Date    | Nom                    | Pays                 | Activités                                        | Âge | Source |
| ------- | ---------------------- | -------------------- | ------------------------------------------------ | --- | ------ |
| 8 juin  | Marcel Poncin          | Drapeau de la France | Acteur, artiste peintre et dessinateur français. | 62  |        |
| 15 juin | Muhammad Loutfi Goumah | Drapeau de l'Égypte  | Écrivain égyptien.                               | 67  |        |